# Adidas Telstar 18

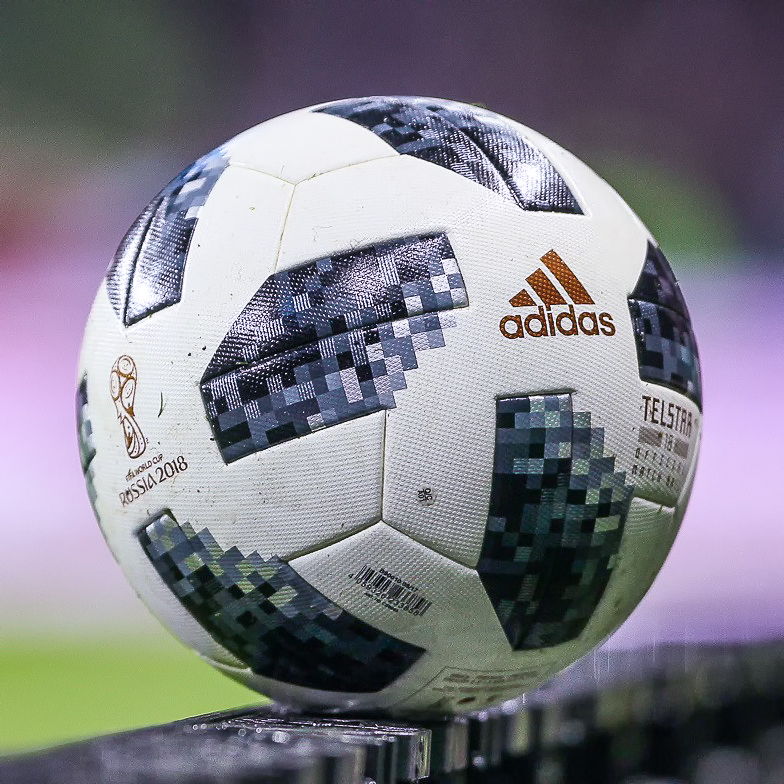
Adidas Telstar 18

L'Adidas Telstar 18 è stato il pallone ufficiale del campionato mondiale di calcio 2018.

## Storia
Il nome del pallone è stato rivelato da Lionel Messi, vincitore del pallone d'oro del campionato mondiale di calcio 2014, con la partecipazione straordinaria di altri cinque ex-calciatori campioni del mondo (Alessandro Del Piero, Kaká, Lukas Podolski, Xabi Alonso e Zinedine Zidane), il 9 novembre 2017. Inoltre, nel marzo 2018 una copia di Telstar 18 fu inviata all'equipaggio della Stazione Spaziale Internazionale e quello stesso pallone, rientrato sulla Terra a giugno, fu utilizzato dall'ex-calciatore brasiliano Ronaldo nella cerimonia inaugurale della competizione.

## Design

### Nome e decorazione
Il nome del pallone fu scelto dall'Adidas come omaggio all'originale Adidas Telstar, il primo pallone prodotto dall'azienda tedesca per un mondiale di calcio. Il nome di quest'ultimo richiamava la somiglianza con il primo dei satelliti artificiali per telecomunicazioni della serie Telstar, nonché rappresentava una crasi tra le parole inglesi television ("televisione") e star ("stella"). La colorazione, inoltre, serviva ad aumentarne la visibilità nelle trasmissioni televisive in bianco e nero.
Telstar 18 ha la copertura formata da sei pannelli termosaldati e, come omaggio al pallone originale, presenta una colorazione bianca decorata da esagoni neri, molto allungati e caratterizzati da gradienti pixellati su un lato.

### Progettazione e produzione
La più grande novità tecnologica fu l'introduzione nel pallone di un sensore NFC. Tuttavia, questa scelta non aveva nessuna utilità pratica sul campo, ma serviva solo per scopi di marketing. Infatti, coloro che acquistavano un Telstar 18 potevano connettersi al chip utilizzando uno smartphone per accedere a contenuti e informazioni unici per quel pallone, personalizzati e localizzati, fornendo al consumatore un'esperienza interattiva a tema.
La produzione venne affidata alla Forward Sports, società con sede a Sialkot in Pakistan, e alla cinese Speed Sports.

## Varianti
Esattamente come avvenuto in occasione del campionato europeo di calcio 2016, l'Adidas propose una variante del pallone da utilizzare per la fase a eliminazione diretta del mondiale 2018: Telstar Mechta. Questa seconda versione presentava un gradiente che anziché tendere al grigio tendeva al rosso.
L'Adidas ha presentato un'altra variante, Tricolore 19, come pallone ufficiale del campionato mondiale femminile di calcio 2019 in Francia. Il nome è un omaggio al pallone ufficiale dell'ultimo torneo mondiale di calcio ospitato dal paese transalpino. Altre due varianti sono state utilizzate come palloni ufficiali dell'edizioni 2018-2019 e 2020-2021 della UEFA Nations League.
Il 6 novembre 2019 l'Adidas ha presentato come pallone ufficiale del campionato europeo di calcio 2020 una variante chiamata Uniforia. Il nome è formato dall'unione dei termini inglesi unity ("unità") ed euphoria ("euforia"). Le partite delle semifinali della finale, tutte dispute allo Stadio Wembley di Londra, vennero disputate con la variante Uniforia Finale. In occasione dei tornei di calcio dei giochi della XXXII Olimpiade e della XVI Paralimpiade di Tokyo l'Adidas ha presentato come pallone ufficiale una variante chiamata Tsubasa. Il nome è un omaggio al protagonista del celebre manga giapponese sul calcio Capitan Tsubasa.
Altre varianti sono state utilizzate come palloni ufficiali della Coppa del mondo per club FIFA 2017 e per la Supercoppa UEFA 2018.

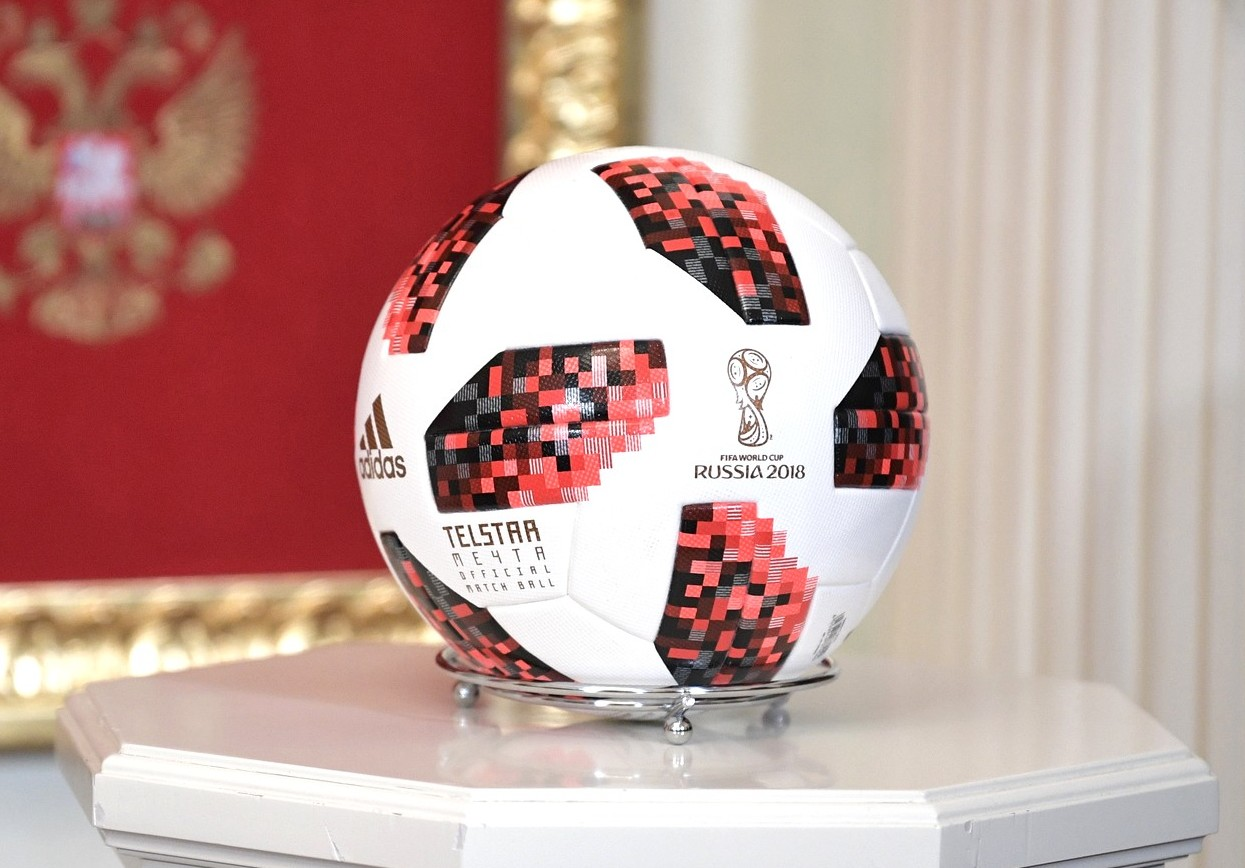
Telstar Mechta
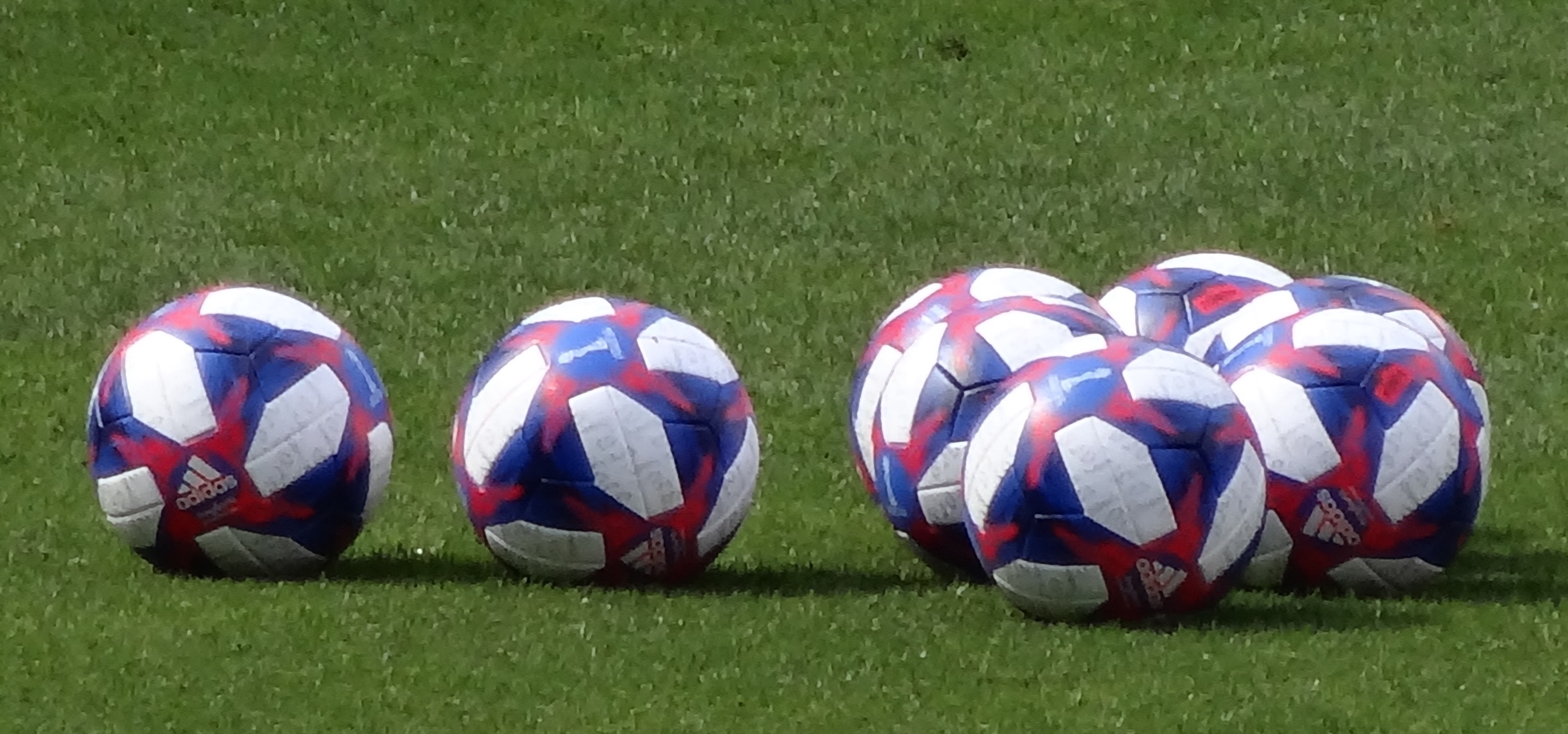
Tricolore 19
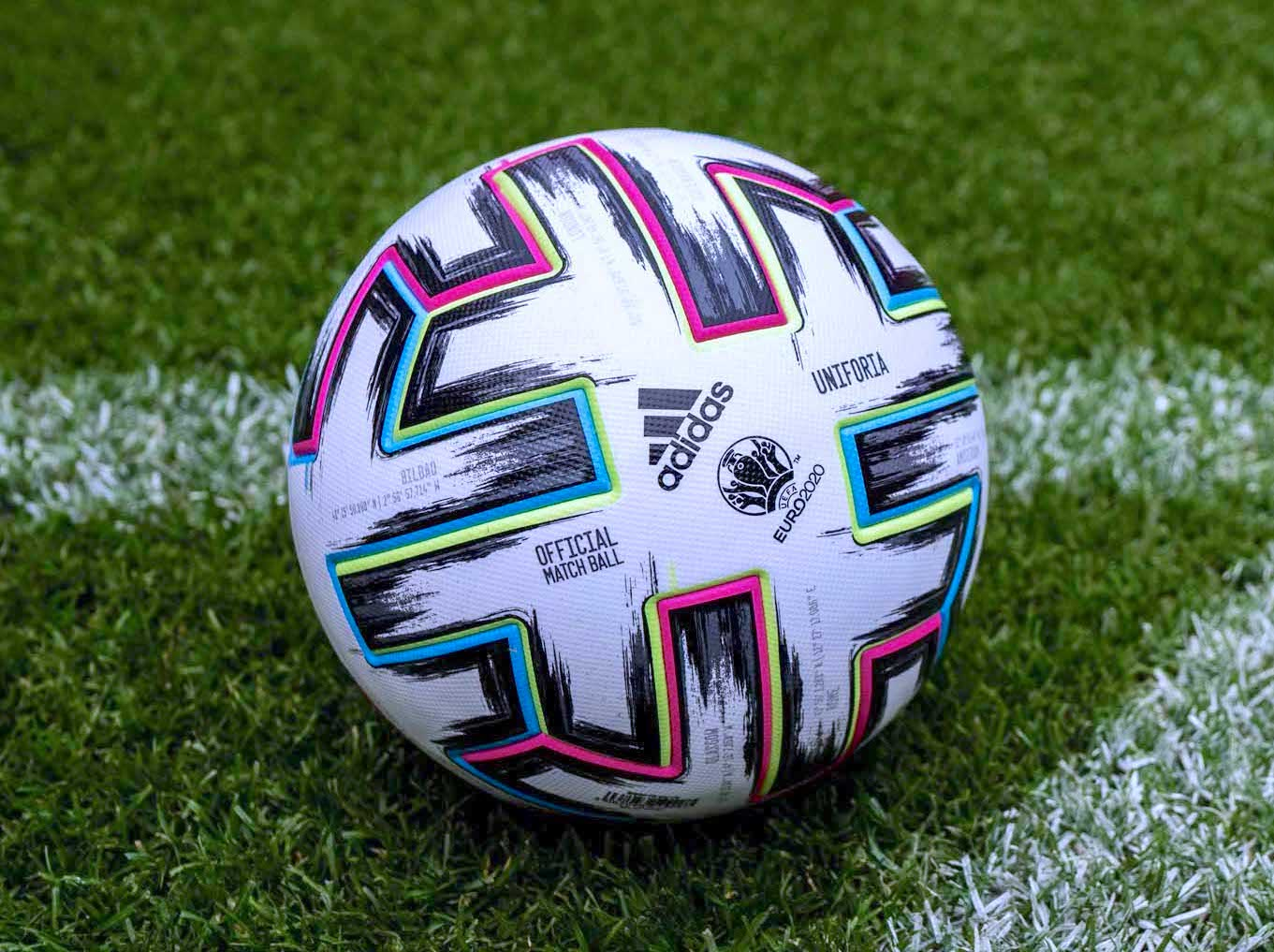
Uniforia
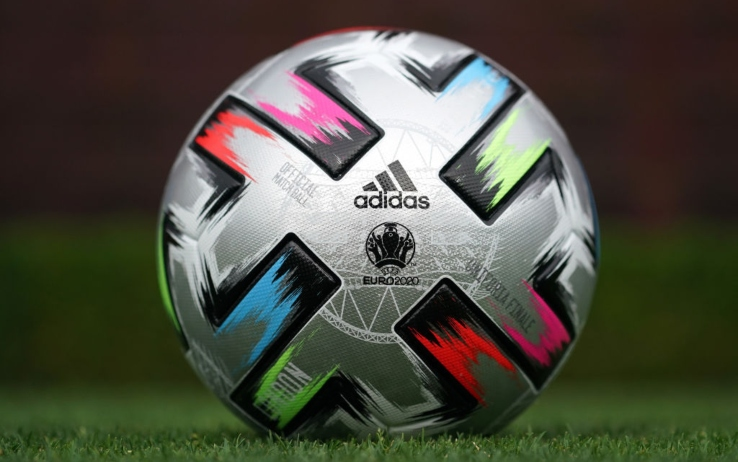
Uniforia Finale

## Critiche e controversie
Nonostante l'Adidas avesse dichiarato che Telstar 18 era stato scientificamente progettato per assumere traiettorie più prevedibili, diversi portieri come il tedesco Marc-André ter Stegen, e gli spagnoli Pepe Reina e David de Gea hanno lamentato i repentini cambi di direzione del pallone e la sua scivolosità causata dal rivestimento molto liscio. Il terzino brasiliano Dani Alves concordò con questo parere affermando come fosse veramente difficile indovinarne la traiettoria. Secondo il giornalista di AS Joaquín Maroto la sua imprevedibilità avrebbe favorito i tiri da fuori e secondo quanto riportato dal canale di notizie Rossija 24, questa scelta era intenzionale e rientrava in un progetto per spostare gli equilibri del gioco. A sostegno della propria tesi, il giornalista spagnolo citò il gol dalla distanza del tedesco Thomas Müller in un'amichevole del marzo 2018 contro la Spagna, ma altri gol simili sono stati segnati anche nei primi turni del torneo.
Ulteriori commenti negativi sono emersi dopo che due palloni sono scoppiati nel corso di una partita della fase a gironi tra Francia e Australia, mentre nel corso di Argentina-Islanda si è dimostrato difettoso. In seguito, si è scoperto che un quarto pallone aveva perso pressione nel corso della partita tra Uruguay e Arabia Saudita.
La presenza del sensore NFC nel pallone scatenò una controversia politica negli Stati Uniti quando il presidente russo Vladimir Putin regalò una copia del pallone al presidente degli Stati Uniti Donald Trump, durante un vertice Russia-Stati Uniti. Infatti, parte dell'opinione pubblica americana interpretò questo gesto come un tentativo di spionaggio da parte dell'intelligence russa.